# Hydrorybina bicolor
Hydrorybina bicolor là một loài bướm đêm trong họ Crambidae.